# Providenskij rajon
Il Providenskij rajon è un rajon (distretto) del Circondario autonomo di Čukotka, nella Russia siberiana nordorientale. Il capoluogo è la città di Providenija.

## Posizione geografica
Il rajon si trova nella parte meridionale della penisola dei Čukči. confina a ovest con il Čukotskij rajon, a sud con l'Oceano Pacifico, a est con lo stretto di Bering.

## Aspetto fisico
Le coste sono lunghe 850 km, la maggior parte delle quali è frastagliata e caratterizzata da fiordi e insenature.

## Geografia fisica

### Clima
Il clima del territorio è marino con un aumento della continentalità con la distanza dalla costa. Potrebbe accadere tra i mesi di dicembre e di febbraio una perdita di precipitazioni e del freddo, così i valori ritornano positivi.

## Società

### Evoluzione demografica
Abitanti censiti